# Вечерский, Виктор Васильевич
Виктор Васи́льевич Вече́рский (род. 15 августа 1958, Киев) — советский и украинский историк архитектуры, искусствовед. Кандидат архитектуры с 2001 г., заслуженный работник культуры Украины с 1995; лауреат Государственных премий Украины по архитектуре 1998 г. и 2007 г.; лауреат Премии по градостроительству и архитектуре имени И. Моргилевского 1999 г. Награждён также орденом Преподобного Нестора Летописца Украинской Православной Церкви (2013), Благодарностью Кабинета Министров Украины (2006) и Знаком почёта Киевского городского головы (2001 г.).

## Биографические сведения
Родился 15 августа 1958 года в г. Киеве. Окончил архитектурный факультет Киевского государственного художественного института в 1981 году. По профессии архитектор. Ученик Асеева Юрия Сергеевича. Историко-архитектурные исследования проводит с 1976 года.
Член-корреспондент Украинской академии архитектуры. Член ICOMOS (Международного совета по вопросам памятников и достопримечательных мест). Председатель Научно-методического совета и заместитель председателя Экспертного совета Минкультуры.
4.11.2009 на заседании Экспертной комиссии подписал исключение из охранного реестра корпуса старинного водопровода на Набережном шоссе.
В 2010 году разработал историко-градостроительное обоснование проекта, согласно которому был снесен старинный дом по ул. Сагайдачного, 1 (памятник архитектуры 1909 года на территории историко-архитектурного заповедника «Древний Киев») и начато строительство многоэтажного офисно-торговые центра, который закрыл Владимирскую горку. По поводу запланированной новостройки киевский краевед Михаил Дегтерев дал следующий комментарий: «когда построят это здание, с левого берега и Подола памятник Владимиру будет выглядеть так, будто стоит на крыше новостройки».
В 2011 году поддержал переподчинение Национального заповедника «София Киевская» Министерству культуры Украины, против чего активно выступала общественность. В 2011 году он заявил о безопасности строительства подземного паркинга вблизи Софии Киевской.
В 2012 году заявил, что здания советской эпохи на Андреевском спуске, несмотря на то, что улица получила статус комплексного памятника градостроительства, государством не охраняются и не имеют никакой ценности, и могут быть снесены без ущерба для улицы.

## Работы
Автор многочисленных научно-проектных работ, среди которых важнейшие:
- проект реставрации Молчанского монастыря в Путивле (1981 г.);
- проект регенерации средневековых укреплений в Путивле (1986 г.);
- реализованный проект реставрации и воссоздания дома-мастерской художника Н. Пимоненко в с. Малютянка Киево-Святошинского района (1990 г.).

Автор проектов создания историко-архитектурных заповедников в городах Путивле (1986 г.), Глухове (1992 г.), Сумах (1993 г.), проекта реабилитации историко-архитектурной среды города Глухова (1997 г.), Комплексной программы сохранения исторической застройки Глухова (1999 г.), Генеральных планов развития заповедников в Глухове (2003 г.), Путивле (2006 г.), Чернигове (2008 г.), Переяславе (2010 г.).
Один из авторов «Истории украинской архитектуры» (К., 2003). Автор более 600 публикаций, 40 научных монографий и научно-популярных книг, в том числе:
- Историко-архитектурные предпроектные исследования городов Украины (М., 1990); http://issuu.com/182373/docs/getmanshchyna
- Государственный реестр национального культурного наследия (памятники архитектуры и градостроительства Украины) (К., 1999);
- Архитектурное и градостроительное наследие эпохи Гетманщины: Формирование, исследование, охрана (К., 2001);
- Утраченные объекты архитектурного наследия Украины (К., 2002);
- Наследие градостроительства Украины: Теория и практика историко-градостроительных памятникоохранительных исследований населённых мест (К., 2003);
- Глухов (К., 2003);
- Украинское наследие (К., 2004);
- Утраченные святыни (К., 2004);
- Памятники архитектуры и градостроительства Левобережной Украины: Выявление, исследование, фиксация (К., 2005);
- Замки и крепости Украины (К., 2005);
- Castles and Fortresses of Ukraine (К., 2005);
- Курс истории архитектуры (К., 2006);
- Курс истории архитектуры стран Восточной Европы (К., 2007);
- Украинские деревянные храмы (К., 2007);
- Монастыри и храмы Путивльщины (К., 2007),
- Гетманские столицы Украины (К., 2008);
- Украинские монастыри (К., 2008);
- Историко-градостроительные исследования Одессы (К., 2008);
- Историко-градостроительные исследования Черновиц (К., 2008);
- Православные святыни Сумщины (К., 2009);
- Историко-градостроительные исследования: Васильков, Винница, Горловка, Измаил (К., 2011);
- Историко-градостроительные исследования Киева (К., 2011);
- Историко-культурные заповедники (К., 2011);
- Историко-культурные заповедники: планы организации территорий (К., 2011);
- Крепости и замки Украины (К., 2011);
- Украинская деревянная архитектура (К., 2013);
- Историко-градостроительные исследования: Сумы, Миргород, Корец (К., 2013);

## Критика
При попустительстве В.Вечерского разрушаются исторические архитектурные памятники г. Киева.

## Позиция по резонансным вопросам
1987 — спас от уничтожения коммунистами деревянную церковь св. Ильи начала XVIII в. в Камень-Каширском Волынской области.
1987—1993 — разработал и успешно реализовал градостроительные методы сохранения недвижимого культурного наследия, в том числе в гетманской столице — городе Глухове.
1996—2002 — в должности главного редактора обеспечил активную позицию в сфере охрані наследия профессионального культурологического журнала Памятники Украины: история и культура.
2000 — впервые на Украине сформировал Государственный реестр национального культурного достояния.
2002 — впервые на Украине подготовил и издал каталог уничтоженных объектов архитектурного наследия Украины, определил политические причины этих утрат.
2004 — определил градостроительные мероприятия, необходимые для сохранения ландшафтной среды могилы Т. Шевченко в Каневе.
2006 — впервые в Киеве ввел в вузах преподавание полного курса Всемирной истории архитектуры украинском языке, написал и издал первое учебное пособие.
2006 — выступил против уродливой современной застройки в историческом центре Львова, подготовил официальные экспертные заключения.
2006 — публично выступил против методически ошибочной политики Главного управления охраны культурного наследия Киевской горгосадминистрации, доказав, что она ведёт к фальсификации исторической среды Киева.
2006 — призвал украинский бизнес профессионально включиться в решение проблемы использования отечественных памятников архитектуры.
2007 — определил уникальность и параметры охраны архитектурной среды г. Черновцы и номинацию его в Список всемирного наследия ЮНЕСКО.
2007—2008 — постоянно активно отстаивает необходимость принятия государством чрезвычайных мер по спасению деревянных церквей.
2009 — выступил против намерений киевской власти снести памятник Григорию Сковороде на Контрактовой площади.
2009 — определил лучший проект создания памятника Голодомору в Вашингтоне (США).
2010 — обеспечил предоставление статуса ландшафтной достопримечательности историческому ландшафту Киевских гор и долины р. Днепра с целью уберечь их от застройки.
2010 — выступил против распространённой на Украине практики подмены подлинных памятников их современными муляжами.
2010 — поддержал приватизацию и передачу в концессию тех памятников, которые государство не в состоянии содержать.
2011 — поддержал переподчинении Национального заповедника «София Киевская» Министерству культуры Украины, против чего выступало руководство этого заповедника и привлеченная им общественность.

## Фильмы
Автор полнометражных документальных фильмов об архитектурном наследии Украины кинотетралогии «Мир Украины»:
- «Храмы Украины» 1996 г.;
- «Украинская элита» (2 серии) 1997 г.;
- «Украинская степь» (2 серии) 1998 г.;
- «Крым» 1999 г.